# Muriel Humphrey Brown
Muriel Humphrey Brown, née Muriel Fay Buck le 20 février 1912 à Huron (Dakota du Sud) et décédée le 20 septembre 1998 à Minneapolis (Minnesota), est une femme politique démocrate américaine. Elle est la deuxième dame des États-Unis entre 1965 et 1969, en tant qu'épouse du vice-président des États-Unis Hubert Humphrey. Après la mort de ce dernier, en janvier 1978, elle est nommée sénatrice du Minnesota par le gouverneur du même État, remplaçant au Sénat son mari décédé qui occupait alors le poste (elle ne reste en poste que jusqu'en novembre de la même année). Elle devient ainsi la première épouse d'un vice-président à mener une carrière politique. En 1981, elle se remarie avec Max Brown, un ami d'enfance, décédé en 2004.